# Auburn (Massachusetts)
Pour les articles homonymes, voir Auburn.
Auburn est une ville de l'État du Massachusetts, à l'est des États-Unis. Au recensement de 2010, Auburn comptait 16 188 habitants. 
C'est ici qu'en 1926 Robert Goddard effectue le lancement de la première fusée à propulsion liquide.